# Энергоблок

Энергоблок с реактором PWR АЭС Библис

Энергоблок — почти автономная часть атомной или неядерной тепловой электрической станции, представляющая собой технологический комплекс для производства электроэнергии, включающий различное оборудование, например, паровой котёл или ядерный реактор, турбину, турбогенератор, повышающий трансформатор, вспомогательное тепломеханическое и электрическое оборудование, паропроводы и трубопроводы питательной воды и другое. 
Компоновку электростанции из энергоблоков называют блочной, проектные решения для осуществления такой компоновки называют блокировкой. Основная её необходимость заключается в выборе тепловой схемы электростанции. 
У блочных электростанций отсутствуют связи между различными паротурбинными установками в её составе. Принцип блочности распространяется как на тепловую и электрическую схемы электростанции, так и на строительную её часть.
Блочная компоновка имеет ряд явных преимуществ перед неблочной, — последняя применяется обычно лишь для неядерных ТЭС, у которых отсутствует промежуточный перегрев пара. АЭС всегда строят блочными.

## Особенности блочных станций

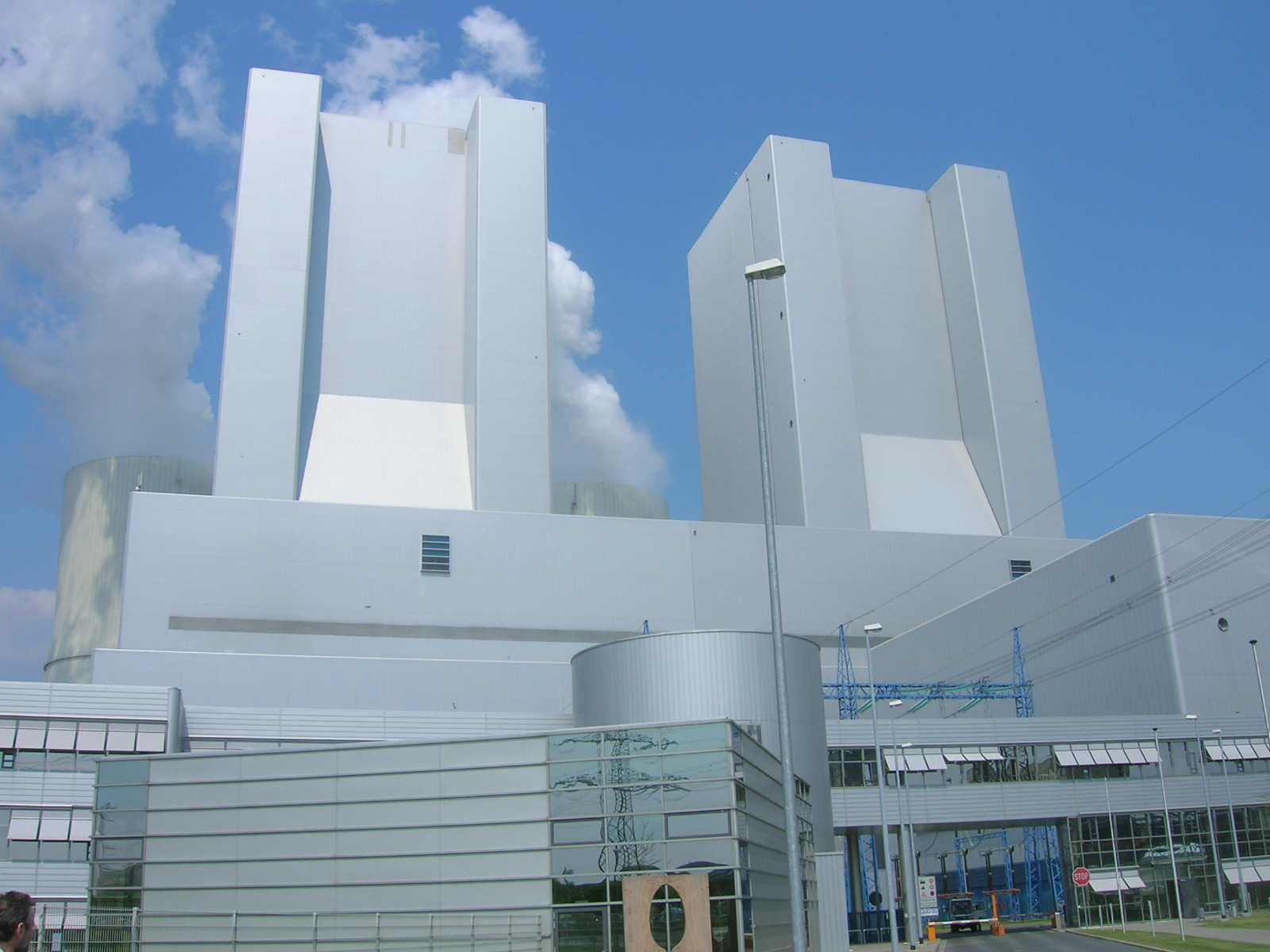
Два современных энергоблока угольной ТЭС Липпендорф в Германии.

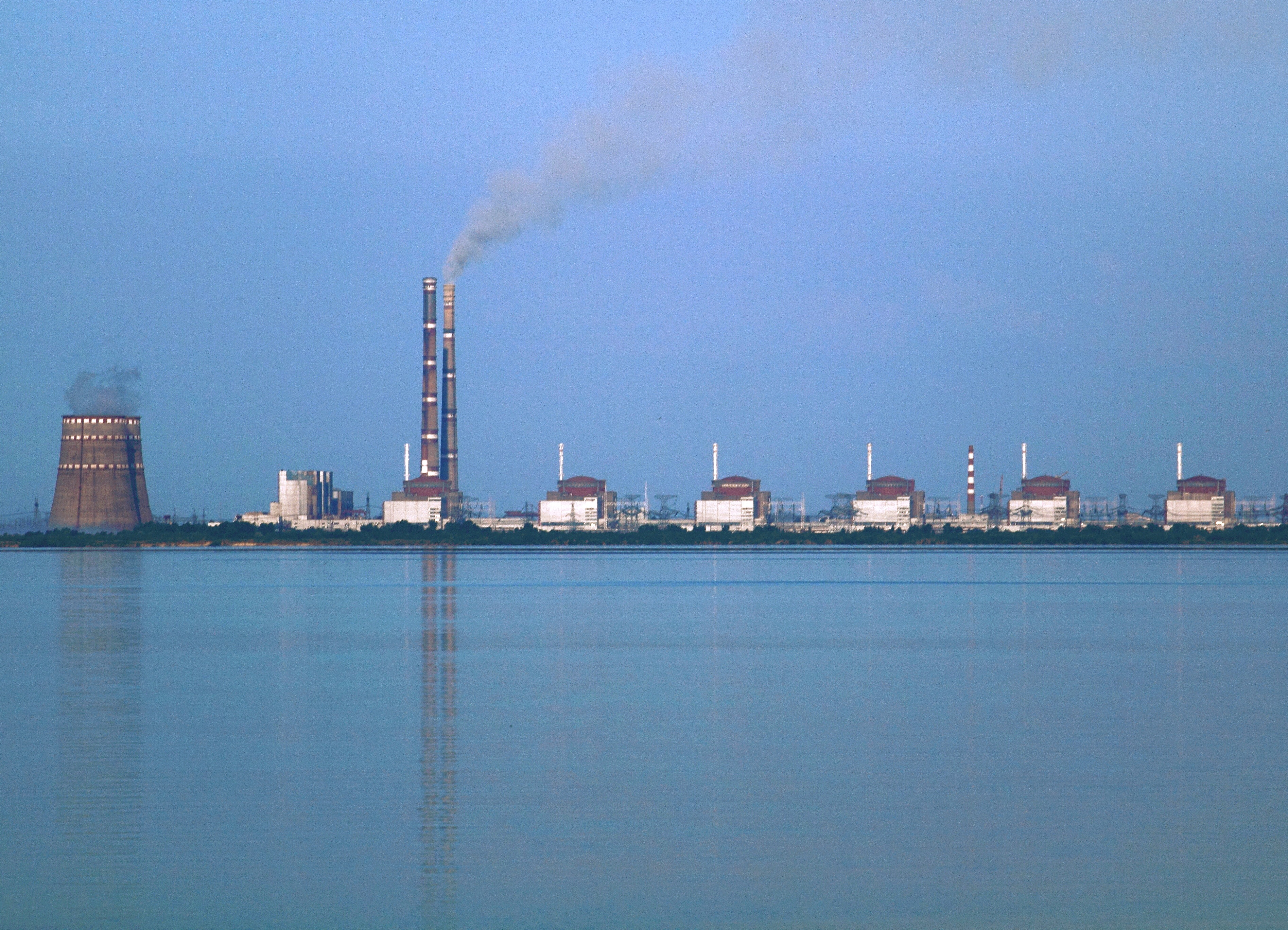
Шесть энергоблоков украинской Запорожской АЭС.

Неядерные тепловые электростанции по типу тепловой схемы разделяются на блочные и неблочные (секционные, централизованные, секционно-централизованные). Все атомные электростанции блочные.
При блочной схеме всё основное и вспомогательное оборудование различных паротурбинных установок в составе станции не имеет технологических связей между собой. Общими являются лишь вспомогательные линии, служащие для пусковых операций, подвода добавочной воды и других целей. При неблочной схеме (ТЭС с поперечными связями) пар от всех паровых котлов поступает в общий паропровод, а из него распределяется по турбинам, таким образом можно использовать пар от всех котлов для питания любой турбины. Линии, по которым питательная вода подаётся в котлы, также имеют поперечные связи.
Блочные ТЭС дешевле неблочных, так как при такой компоновке упрощается схема трубопроводов и сокращается количество арматуры. Также упрощается управление отдельными агрегатами, облегчается автоматизация технологических процессов. При этом во время эксплуатации работа одного блока не сказывается на других. При расширении электростанции последующие блоки могут иметь другую мощность и технологические параметры, что даёт возможность со временем устанавливать на расширяемой станции более мощное оборудование на более высоких параметрах и повышать таким образом технико-экономические параметры станции. При этом наладка и освоение нового оборудования не будет влиять на работу уже эксплуатируемых энергоблоков.
Блокировку также применяют в целях сокращения генерального плана и протяжённости инженерных коммуникаций. Для этого основные и вспомогательные здания и сооружения максимально плотно (по технологической возможности) компонуют в отдельные крупные здания. Таким образом увеличивается плотность застройки промышленной площадки и, как следствие, повышается коэффициент использования территории и сокращается количество оборудования, и снижаются в нём энергетические потери. Блокирование сооружений также значительно улучшает условия для эксплуатационного обслуживания.
Однако для нормальной эксплуатации блочных ТЭС надёжность их оборудования должна быть значительно выше, чем на неблочных, так как в блоках нет резервных котлов. На блочных ТЭС нельзя использовать так называемый «скрытый резерв», который широко используется на неблочных (при превышении возможной производительности котла над необходимым для данной турбины расходом, часть пара перепускается на другую).

## Применение
Для паротурбинных установок с промежуточным перегревом пара блочная схема является почти единственно возможной, так как неблочная в этом случае чрезвычайно усложнится. 
Промежуточный перегрев пара используется обычно на крупных конденсационных электростанциях с начальным давлением пара свыше 12,7 МПа (127 атмосфер) и теплоэлектроцентралях с начальным давлением 23,5 МПа, такие станции строятся блочными. Также строятся блочными все АЭС.
Тепловые электростанции без регулируемых отборов пара с начальным давлением менее 8,8 МПа и с регулируемыми отборами пара при начальном давлении менее 12,7 МПа работают по циклам без промежуточного перегрева пара, такие станции обычно строят неблочными.

## Моноблоки и дубль-блоки
Если паровой котёл энергоблока ТЭС снабжает паром одну турбину, его называют моноблоком. В случае снабжения турбины паром от двух котлов — дубль-блоком. Схема с дубль-блоками даёт некоторое повышение возможности аварийного резервирования. На раннем этапе развития теплоэнергетики чаще строились дубль-блоки, однако такая схема не оправдала себя экономически и в настоящее время почти не используется, современные энергоблоки ТЭС, несмотря на большую мощность, строят моноблочными.
На АЭС сдвоенные энергоблоки также применяются  — большинство АЭС с реакторами ВВЭР-440 имели общее сооружение на два реактора, однако они имели сдвоенность лишь в строительной части, тепловая и электрические схемы таких установок являются моноблочными. Так как создать мощный реактор для параметров, применяющихся на АЭС, значительно проще, чем турбину, в блоке с одним реактором на многих АЭС, строившихся на раннем этапе развития ядерной энергетики, работали 2-3 турбины. Современные энергоблоки АЭС строят моноблочными с одной турбиной.